# Famille de Franquetot
La famille de Franquetot olim Guillotte, est une ancienne famille noble française, originaire de Normandie, anoblie en 1543. Elle a donné plusieurs maréchaux de France ainsi que de nombreux officiers généraux sous l'Ancien Régime. Cette famille s'est éteinte en 1865.

## Histoire
La famille Guillotte est originaire du Cotentin. Robert Guillotte, seigneur de Franquetot, et son frère Thomas Guillotte furent anoblis en 1543. En 1583, Thomas substitua à son nom celui de Franquetot.
C'est Louis Guillotte († 1629), fils de Thomas, seigneur de Franquetot et Sainteny, qui prit le nom de Coigny à la suite de l'achat du fief.
Jean Guillotte, tabellion à Vindefontaine (Manche), fut père de :
- Robert Guillotte, dont :
  - Louis de Franquetot († 1604), seigneur d'Auxais, marié le 10 février 1581 avec Diane de Montmorency, dont :
    - Pierre de Franquetot.
- Thomas Guillotte (mort vers 1588), dont :
  - Antoine de Franquetot, seigneur de Coigny, marié vers 1595 avec Jeanne Léonore de Saint-Simon, dont :
    - Jean Antoine de Franquetot († 1649), seigneur de Coigny, maréchal de camp.

La famille de Franquetot a été maintenue noble en 1666 à Caen.

## Personnalités
- Robert Guillotte, seigneur de Franquetot
- Thomas Guillotte, seigneur de Franquetot
- Robert Jean Antoine de Franquetot de Coigny (1652-1704), nommé colonel-général de la cavalerie en 1694.
- François de Franquetot de Coigny (1670-1759)[3], maréchal de France et favori de Louis XV. Son fils Jean (1702-1748), sera tué en duel[3].
- François Henri de Franquetot de Coigny (1737-1821), petit-fils de François et fils de Jean, maréchal de France et gouverneur des Invalides[3], sert sous Louis XV, Louis XVI et Louis XVIII.
- Aimée de Coigny (1769-1820), femme du monde et salonnière.
- Auguste de Franquetot de Coigny (1788-1865)[3], général et pair de France en 1821 et chevalier d'honneur de la duchesse d'Orléans.
- Gabriel de Franquetot (1740-1817)[3], général et chevalier d'Élisabeth de France dite Mme Élisabeth.
- Anne-Françoise Franquetot (1769-1820)[3] dite Aimée de Coigny. Elle fut l'amie de Marie-Antoinette, confidente de Talleyrand, muse d'André Chénier.

## Titres
- Comte de Coigny en 1653.
- Duc de Coigny en 1747.